# Algae Lake
Der Algae Lake (russisch Озеро Фигурное Osero Figurnoje, deutsch ‚Geschweifter See‘) ist ein schmaler See mit zahlreichen Windungen im ostantarktischen Wilkesland. Er liegt in ost-westlicher Ausdehnung in den eisfreien Bunger Hills. Die Bay of Polish Geodesists ist eine seiner zahlreichen Buchten.
Eine erste Kartierung anhand von Luftaufnahmen, die bei der Operation Highjump (1946–1947) entstanden, wies den See fälschlich als eine Bucht aus. Das Advisory Committee on Antarctic Names benannte ihn daher zunächst Algae Inlet. Namensgebend waren Mikroalgen bzw. Cyanobakterien, die das Wasser des Sees und der Schmelzwassertümpel sowie das der Salzwasserbuchten und -kanäle in den Bunger Hills unterschiedlich färben. Teilnehmer der Zweiten Sowjetischen Antarktisexpedition (1956–1958) unter Alexei Trjoschnikow identifizierten die vermeintliche Bucht als See.